# 나이젤라 로슨

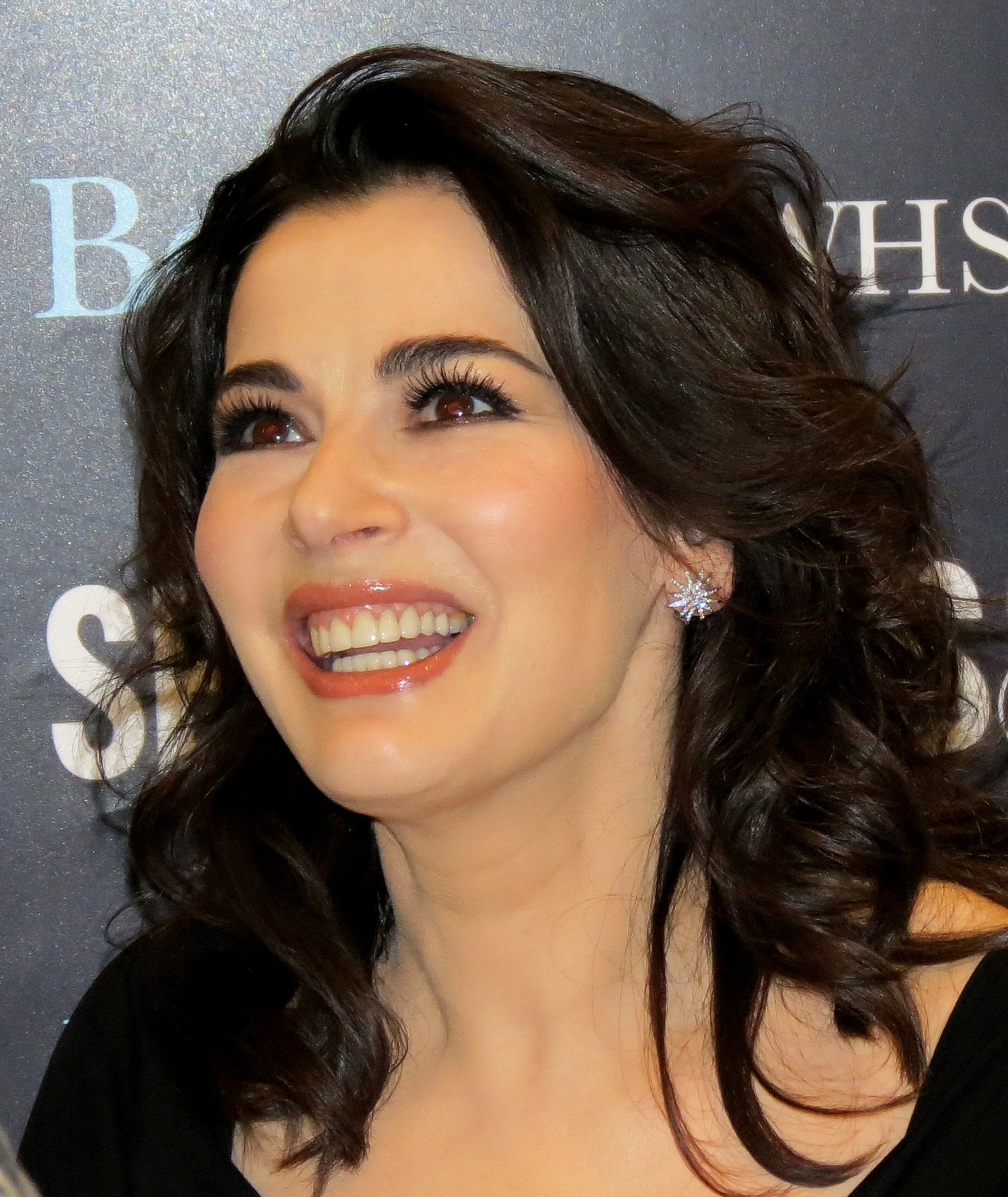
나이젤라 로슨

나이젤라 루시 로슨(Nigella Lucy Lawson, 1960년 1월 6일 ~ )는 영국의 요리 연구가이다.